# Pristidia viridissima
Pristidia viridissima är en spindelart som beskrevs av Christa L. Deeleman-Reinhold 200. Pristidia viridissima ingår i släktet Pristidia och familjen säckspindlar. Inga underarter finns listade i Catalogue of Life.